# Wer ist hier der Boss?/Episodenliste
Diese Liste beinhaltet die Episoden der Fernsehserie Wer ist hier der Boss?. Die Nummerierung entspricht der Reihenfolge und Staffeleinteilung ihrer Ausstrahlung bei ABC, wo sie seit dem 20. September 1984 erstmals ausgestrahlt wurde. Insgesamt wurden bis zum 25. April 1992 196 Episoden von Wer ist hier der Boss? in insgesamt acht Staffeln ausgestrahlt.

## Staffel 1
| Nr. (ges.) | Nr. (St.) | Deutscher Titel                     | Originaltitel               | Erstausstrahlung USA | Deutschsprachige Erstausstrahlung (D) |
| --- | --------- | ----------------------------------- | --------------------------- | -------------------- | ------------------------------------- |
| 1 | 1         | Tony hält Einzug                    | Pilot                       | 20. Sep. 1984        | 7. Dez. 1992                          |
| Tony möchte, dass seine Tochter Samantha in einer guten Gegend aufwächst. Dafür gibt der Witwer seine Wohnung in Brooklyn auf und bewirbt sich um eine Stellung als Haushälter bei Angela. Diese hat jedoch eine weibliche Haushälterin im Sinn und zudem Angst davor, was wohl die Nachbarn denken würden. Als aber sowohl ihr Sohn Jonathan als auch ihre Mutter Mona Tony eine Chance geben wollen, wirft sie ihre Zweifel über Bord. Tony erhält den Job auch ohne Qualifikation und zieht sogleich mit seiner Tochter bei den Bowers ein. Schon am ersten Abend glaubt Tony Angela vor einem sexuellen Übergriff beschützen zu müssen. Wie sich herausstellt, handelt es sich bei dem vermeintlichen Täter aber um Angelas Boss Grant Paxton. Angela ist sauer, da sie befürchtet der Zwischenfall könnte ihre Chancen auf eine Beförderung verspielt haben. Tony der hohe, moralische Ansprüche besitzt, redet ihr ins Gewissen und verhindert so, dass Angela eine Dummheit begeht und sich für eine Beförderung auf ihrem Boss einlässt. Letztlich wird Angela auch so Präsidentin der Werbeagentur. |           |                                     |                             |                      |                                       |
| 2 | 2         | In meiner Badewanne bin ich Kapitän | Briefless Encounter         | 27. Sep. 1984        | 8. Dez. 1992                          |
| Tony hat seit seinem Einzug noch nie Angelas Schlafzimmer mit angrenzendem Bad betreten, geschweige denn geputzt, da er ihre Privatsphäre achten möchte. Da aber auch das zu seinen Aufgaben gehört, muss er seine peinliche Berührtheit überwinden. Monas Professorin für klinische Psychologie hat sich mit Tony verabredet, weshalb Mona abends auf die Kinder aufpassen soll. Angela sagt ein wichtiges Geschäftsmeeting ab, damit sie mit ihrem Sohn Jonathan zum Elternabend in der Schule gehen kann. Allerdings hat dieser sich in der Woche geirrt, weshalb Angela einen freien Abend hat. Zum Entspannen nimmt sie ein Bad in der Wanne, die in ihrem Badezimmer steht. Tony, der wegen seiner Verabredung ebenfalls ein Bad nehmen will, platzt ins Bad und sieht Angela nackt. Nach diesem Zwischenfall ist das Verhältnis der beiden ziemlich angespannt. Mona versucht ein psychologisches Rollenspiel, indem die beiden den Vorfall mit vertauschten Rollen nachspielen. Nach anfänglichen Schwierigkeiten funktioniert ihr Plan und Angela und Tony versöhnen sich wieder.                   |           |                                     |                             |                      |                                       |
| 3 | 3         | Angela steigt in den Ring           | Angela’s First Fight        | 23. Okt. 1984        | 10. Dez. 1992                         |
| Samantha und Jonathan geraten in eine Schlägerei mit einem Nachbarsjungen. Angela ist darüber gar nicht erfreut. Sie findet, dass man solche Probleme nicht mit Fäusten regelt, sondern sich aus dem Weg geht. In gewisser Weise stimmt ihr Sam sogar zu und findet, dass auch ihr und ihrer „Nicht“-Mutter Angela etwas Abstand ganz gut tun würde. Samantha beschließt in ihre alte Heimat Brooklyn abzuhauen und Jonathan beschließt mitzukommen. Angela und Tony machen sich auf den Weg, um die Ausreißer wieder Heim zu holen. In seiner ehemaligen Stammkneipe wird Tony für seinen Job als Haushälter gehänselt, doch Angela steht hinter ihm und leistet sich mit der Bedienung eine kleine Schlägerei. |           |                                     |                             |                      |                                       |
| 4 | 4         | Die paar Jährchen                   | Mona Gets Pinned            | 30. Okt. 1984        | 21. Dez. 1992                         |
| Tony will die Spüle in der Küche reparieren, doch ihm fehlt ein Dichtungsring. Mona ist in den viel jüngeren Jason aus ihrer Studiengruppe verliebt. Bei einem Treffen der Gruppe in Angelas Haus schmusen die beiden leidenschaftlich in der Küche, als Tony hereinplatzt um die Reparatur zu beenden. Angela reagiert zunächst überraschend positiv, doch sie verwechselte Monas Freund mit einem Studenten in Monas Alter. Als sie allerdings realisiert, dass Jason sogar jünger als sie selbst ist, findet sie die Liaison unangebracht. Jasons Eltern finden die Wahl ihres Sohnes ebenfalls entsetzlich. Obwohl Jasons Vater auch um etliche Jahre älter ist als seine Mutter finden sie es verwerflich, dass Mona als Frau älter ist als Jason. Tony öffnet Angela die Augen, so dass diese ihrer Mutter das Glück gönnen kann. Nun hat aber Mona Zweifel ob ihrer Beziehung, doch Tony und Angela bestärken sie und so geht Mona guten Gefühls zum College-Ball. |           |                                     |                             |                      |                                       |
| 5 | 5         | Ein Duschbad für ein Cabrio         | A Rash Decision             | 13. Nov. 1984        | 11. Dez. 1992                         |
| — |           |                                     |                             |                      |                                       |
| 6 | 6         | Menü mit Hindernissen               | Dinner for Two              | 20. Nov. 1984        | 14. Dez. 1992                         |
| — |           |                                     |                             |                      |                                       |
| 7 | 7         | Finger weg vom Hausmann             | Sorority Sister             | 27. Nov. 1984        | 15. Dez. 1992                         |
| — |           |                                     |                             |                      |                                       |
| 8 | 8         | Wahrheit kann nicht schaden         | Truth in Dating             | 4. Dez. 1984         | 16. Dez. 1992                         |
| — |           |                                     |                             |                      |                                       |
| 9 | 9         | Trau’ keinem Anwalt                 | Sports Buddies              | 11. Dez. 1984        | 17. Dez. 1992                         |
| — |           |                                     |                             |                      |                                       |
| 10 | 10        | Das Appartement in Brooklyn         | Requiem                     | 18. Dez. 1984        | 18. Dez. 1992                         |
| — |           |                                     |                             |                      |                                       |
| 11 | 11        | Samantha wird erwachsen             | Samantha’s Growing Up       | 8. Jan. 1985         | 9. Dez. 1992                          |
| — |           |                                     |                             |                      |                                       |
| 12 | 12        | Angela sieht rot                    | Paint Your Wagon            | 15. Jan. 1985        | 22. Dez. 1992                         |
| — |           |                                     |                             |                      |                                       |
| 13 | 13        | Die Cocktail-Party                  | Protecting the President    | 22. Jan. 1985        | 23. Dez. 1992                         |
| — |           |                                     |                             |                      |                                       |
| 14 | 14        | Rate mal, wer einzieht              | Guess Who’s Coming Forever  | 29. Jan. 1985        | 28. Dez. 1992                         |
| — |           |                                     |                             |                      |                                       |
| 15 | 15        | Besuch aus dem Dschungel Teil 1     | Angela’s Ex Part I          | 5. Feb. 1985         | 29. Dez. 1992                         |
| — |           |                                     |                             |                      |                                       |
| 16 | 16        | Besuch aus dem Dschungel Teil 2     | Angela’s Ex Part II         | 12. Feb. 1985        | 4. Jan. 1993                          |
| — |           |                                     |                             |                      |                                       |
| 17 | 17        | Bettchen wechsle dich               | Eye on Angela               | 19. Feb. 1985        | 5. Jan. 1993                          |
| — |           |                                     |                             |                      |                                       |
| 18 | 18        | Verabredung hoch zwei               | Double Date                 | 26. Feb. 1985        | 7. Jan. 1993                          |
| — |           |                                     |                             |                      |                                       |
| 19 | 19        | Die verkrachte Existenz             | Tony’s Father-in-Law        | 5. März 1985         | 8. Jan. 1993                          |
| — |           |                                     |                             |                      |                                       |
| 20 | 20        | Tony, das Vorbild                   | Just Like Tony              | 12. März 1985        | 11. Jan. 1993                         |
| — |           |                                     |                             |                      |                                       |
| 21 | 21        | Samanthas Skiausflug                | Keeping Up with the Marci’s | 9. Apr. 1985         | 13. Jan. 1993                         |
| — |           |                                     |                             |                      |                                       |
| 22 | 22        | Der gebackene Kuss                  | First Kiss                  | 16. Apr. 1985        | 12. Jan. 1993                         |
| — |           |                                     |                             |                      |                                       |

## Staffel 2
| Nr. (ges.) | Nr. (St.) | Deutscher Titel                     | Originaltitel                          | Zusammenfassung | Erstausstrahlung USA | Deutschsprachige Erstausstrahlung (D) |
| ---------- | --------- | ----------------------------------- | -------------------------------------- | --------------- | -------------------- | ------------------------------------- |
| 23         | 1         | Damals im Sommerlager Teil 1        | It Happened One Summer Part I          | —               | 24. Sep. 1985        | 18. Jan. 1993                         |
| 24         | 2         | Damals im Sommerlager Teil 2        | It Happened One Summer Part II         | —               | 1. Okt. 1985         | 19. Jan. 1993                         |
| 25         | 3         | Die beste neue Freundin             | Ad Man Micelli                         | —               | 8. Okt. 1985         | 21. Jan. 1993                         |
| 26         | 4         | Die Erbschaft                       | The Heiress                            | —               | 15. Okt. 1985        | 22. Jan. 1993                         |
| 27         | 5         | Wenn zwei sich streiten...          | Tony the Matchmaker                    | —               | 29. Okt. 1985        | 25. Jan. 1993                         |
| 28         | 6         | Kampf ums Sorgerecht Teil 1         | Custody Part I                         | —               | 5. Nov. 1985         | 27. Jan. 1993                         |
| 29         | 7         | Kampf ums Sorgerecht Teil 2         | Custody Part II                        | —               | 12. Nov. 1985        | 28. Jan. 1993                         |
| 30         | 8         | Mann des Monats                     | Hunk of the Month                      | —               | 19. Nov. 1985        | 15. Jan. 1993                         |
| 31         | 9         | Einladung auf italienisch           | Thanksgiving at Mrs. Rossini’s         | —               | 26. Nov. 1985        | 26. Jan. 1993                         |
| 32         | 10        | Der verlorene Schwiegervater        | The Prodigal Father-in-Law             | —               | 3. Dez. 1985         | 14. Jan. 1993                         |
| 33         | 11        | Monas neue Karriere                 | The Graduate                           | —               | 10. Dez. 1985        | 20. Jan. 1993                         |
| 34         | 12        | Besuch aus Palermo                  | Tony the Nanny                         | —               | 17. Dez. 1985        | 29. Jan. 1993                         |
| 35         | 13        | Mädchen für alles                   | Junior Executive                       | —               | 7. Jan. 1986         | 2. Feb. 1993                          |
| 36         | 14        | Professor Angela Bower              | Educating Tony                         | —               | 14. Jan. 1986        | 3. Feb. 1993                          |
| 37         | 15        | Talentprobe                         | Gotta Dance                            | —               | 14. Jan. 1986        | 4. Feb. 1993                          |
| 38         | 16        | Alles im Griff?                     | The Babysitter                         | —               | 28. Jan. 1986        | 1. Feb. 1993                          |
| 39         | 17        | Zweierlei Welten?                   | When Worlds Collide                    | —               | 4. Feb. 1986         | 8. Feb. 1993                          |
| 40         | 18        | Der kleine Kuppler                  | Jonathan Plays Cupid                   | —               | 11. Feb. 1986        | 5. Feb. 1993                          |
| 41         | 19        | Gewinnen ist nicht alles            | Losers and Other Strangers             | —               | 18. Feb. 1986        | 9. Feb. 1993                          |
| 42         | 20        | So macht man Sieger                 | Tony for President                     | —               | 25. Feb. 1986        | 10. Feb. 1993                         |
| 43         | 21        | Erst die Arbeit, dann das Vergnügen | Not With My Client You Don’t           | —               | 4. März 1986         | 11. Feb. 1993                         |
| 44         | 22        | Es geht auch ohne                   | Angela’s New Best Friend               | —               | 25. März 1986        | 12. Feb. 1993                         |
| 45         | 23        | Hollywood ruft                      | There’s No Business Like Shoe Business | —               | 1. Apr. 1986         | 15. Feb. 1993                         |
| 46         | 24        | Das große Spiel                     | The Unnatural                          | —               | 8. Apr. 1986         | 18. Feb. 1993                         |
| 47         | 25        | Die Nudel-Prinzessin                | Charmed Lives                          | —               | 6. Mai 1986          | 16. Feb. 1993                         |
| 48         | 26        | Hier kocht die Chefin               | The Anniversary Show                   | —               | 13. Mai 1986         | 17. Feb. 1993                         |

## Staffel 3
| Nr. (ges.) | Nr. (St.) | Deutscher Titel                | Originaltitel                | Zusammenfassung | Erstausstrahlung USA | Deutschsprachige Erstausstrahlung (A) |
| ---------- | --------- | ------------------------------ | ---------------------------- | --------------- | -------------------- | ------------------------------------- |
| 49         | 1         | Urlaub mit Folgen Teil 1       | Angela Gets Fired Part I     | —               | 23. Sep. 1986        | 19. Feb. 1993                         |
| 50         | 2         | Urlaub mit Folgen Teil 2       | Angela Gets Fired Part II    | —               | 30. Sep. 1986        | 22. Feb. 1993                         |
| 51         | 3         | Nobelschule – Nein danke!      | Daddy’s Little Montague Girl | —               | 21. Okt. 1986        | 23. Feb. 1993                         |
| 52         | 4         | Die Aura des Erfolges          | Mona’s Limo                  | —               | 28. Okt. 1986        | 24. Feb. 1993                         |
| 53         | 5         | Der coole Typ                  | The Hickey                   | —               | 4. Nov. 1986         | 25. Feb. 1993                         |
| 54         | 6         | Heiraten steckt an             | Wedding Bells?               | —               | 11. Nov. 1986        | 26. Feb. 1993                         |
| 55         | 7         | Ohne Schweiß kein Gips         | Jonathan the Gymnast         | —               | 18. Nov. 1986        | 2. März 1993                          |
| 56         | 8         | Ein verschneites Wochenende    | Semi-Private Lives           | —               | 25. Nov. 1986        | 3. März 1993                          |
| 57         | 9         | Vergeben und vergessen         | Forgive Me, Tony             | —               | 2. Dez. 1986         | 4. März 1993                          |
| 58         | 10        | Das schwache Geschlecht        | Spud Micelli                 | —               | 9. Dez. 1986         | 8. März 1993                          |
| 59         | 11        | Weihnachtswünsche              | The Christmas Card           | —               | 16. Dez. 1986        | 9. März 1993                          |
| 60         | 12        | Geschichten am Kamin           | The Way We Was               | —               | 6. Jan. 1987         | 10. März 1993                         |
| 61         | 13        | Rache ist süß                  | Jonathan Kills Tony          | —               | 13. Jan. 1987        | 5. März 1993                          |
| 62         | 14        | Ein geheimnisvoller Maler      | Marie’s Secret               | —               | 20. Jan. 1987        | 11. März 1993                         |
| 63         | 15        | Ein wahrer Freund              | Tony the Patchmaker          | —               | 27. Jan. 1987        | 12. März 1993                         |
| 64         | 16        | Ray Charles kommt zum Essen    | Hit the Road, Chad           | —               | 3. Feb. 1987         | 15. März 1993                         |
| 65         | 17        | Der Hausmann im Boxring        | Raging Housekeeper           | —               | 10. Feb. 1987        | 16. März 1993                         |
| 66         | 18        | Die große Frage                | The Proposal                 | —               | 17. Feb. 1987        | 17. März 1993                         |
| 67         | 19        | Ein bahnbrechendes Werk        | Diet in Cell Block II        | —               | 24. Feb. 1987        | 18. März 1993                         |
| 68         | 20        | Der zweite Frühling            | Older Than Springtime        | —               | 3. März 1987         | 19. März 1993                         |
| 69         | 21        | Angelas milde Streiche         | Walk on the Mild Side        | —               | 17. März 1987        | 22. März 1993                         |
| 70         | 22        | Ordnung ist das halbe Leben    | Reconciable Differences      | —               | 31. März 1987        | 23. März 1993                         |
| 71         | 23        | Ein feines Hotel               | Mona                         | —               | 12. Mai 1987         | 24. März 1993                         |
| 72         | 24        | Tonys wildes Junggesellenleben | A Moving Episode             | —               | 19. Mai 1987         | 25. März 1993                         |

## Staffel 4
| Nr. (ges.) | Nr. (St.) | Deutscher Titel                        | Originaltitel               | Zusammenfassung | Erstausstrahlung USA | Deutschsprachige Erstausstrahlung (D) |
| ---------- | --------- | -------------------------------------- | --------------------------- | --------------- | -------------------- | ------------------------------------- |
| 73         | 1         | Raus mit der Sprache                   | Frankie and Tony are Lovers | —               | 22. Sep. 1987        | 30. März 1993                         |
| 74         | 2         | Der Spion aus der Bibliothek           | Big Girl on Campus          | —               | 29. Sep. 1987        | 29. März 1993                         |
| 75         | 3         | Hochzeit contra Eishockey              | There Goes the Bridge       | —               | 6. Okt. 1987         | 26. März 1993                         |
| 76         | 4         | Ein bisschen Cowboy kann nicht schaden | A Trip to the Principal     | —               | 13. Okt. 1987        | 14. Apr. 1993                         |
| 77         | 5         | Der Öko-Freak                          | New Kid In Town             | —               | 27. Okt. 1987        | 8. Apr. 1993                          |
| 78         | 6         | Gipfelstürmereien                      | Two on a Billboard          | —               | 3. Nov. 1987         | 2. Apr. 1993                          |
| 79         | 7         | Ein schwerer Abschied                  | A Farewell to Nick          | —               | 10. Nov. 1987        | 1. Apr. 1993                          |
| 80         | 8         | Der nörgelnde Kranke                   | Hell on Wheels              | —               | 17. Nov. 1987        | 6. Apr. 1993                          |
| 81         | 9         | Kleine Fische                          | A Fishy Tale                | —               | 24. Nov. 1987        | 15. Apr. 1993                         |
| 82         | 10        | Die Sünden der Jugend                  | Car and Driver              | —               | 1. Dez. 1987         | 16. Apr. 1993                         |
| 83         | 11        | Der Fisch am Haken                     | Just Mona and Me            | —               | 8. Dez. 1987         | 5. Apr. 1993                          |
| 84         | 12        | Das „In-Restaurant“                    | Yellow Submarine            | —               | 15. Dez. 1987        | 31. März 1993                         |
| 85         | 13        | Kelly auf der Flucht                   | Another Single Parent       | —               | 5. Jan. 1988         | 7. Apr. 1993                          |
| 86         | 14        | Die lieben Verwandten                  | All in the Famiglia         | —               | 12. Jan. 1988        | 20. Apr. 1993                         |
| 87         | 15        | Eine feste Zweierkiste?                | Steady as She Goes          | —               | 19. Jan. 1988        | 19. Apr. 1993                         |
| 88         | 16        | Superstar Tony                         | Tony and the Dreamtones     | —               | 2. Feb. 1988         | 21. Apr. 1993                         |
| 89         | 17        | Tony drückt die Schulbank              | The Matriculator            | —               | 9. Feb. 1988         | 22. Apr. 1993                         |
| 90         | 18        | Der Kuss und die Wahrheit              | Three Teens and a Tony      | —               | 1. März 1988         | 29. Apr. 1993                         |
| 91         | 19        | Nieder mit dem Staubwedel              | Housekeepers Unite          | —               | 15. März 1988        | 26. Apr. 1993                         |
| 92         | 20        | Schnelle Karriere?                     | Model Daughter              | —               | 22. März 1988        | 28. Apr. 1993                         |
| 93         | 21        | Das dicke Ende kommt noch              | Marry Me, Mona              | —               | 29. März 1988        | 23. Apr. 1993                         |
| 94         | 22        | Der erste und der zweite Schulball     | Prom Night II               | —               | 3. Mai 1988          | 27. Apr. 1993                         |
| 95         | 23        | Bettgeflüster                          | Sleep Talk, Sweet Talk      | —               | 10. Mai 1988         | 13. Apr. 1993                         |
| 96         | 24        | Der Mythos von Tony Micelli            | The Two Tonys               | —               | 17. Mai 1988         | 30. Apr. 1993                         |

## Staffel 5
| Nr. (ges.) | Nr. (St.) | Deutscher Titel                            | Originaltitel              | Zusammenfassung | Erstausstrahlung USA | Deutschsprachige Erstausstrahlung (A) |
| ---------- | --------- | ------------------------------------------ | -------------------------- | --------------- | -------------------- | ------------------------------------- |
| 97         | 1         | Ein Straßenkreuzer zum Weinen              | Sam’s Car                  | —               | 18. Okt. 1988        | —                                     |
| 98         | 2         | Tony und die feine Sprache                 | My Fair Tony               | —               | 25. Okt. 1988        | —                                     |
| 99         | 3         | Wehe, wenn sie losgelassen                 | Nineteen Again             | —               | 1. Nov. 1988         | —                                     |
| 100        | 4         | Es ist nie zu spät                         | Yankee Doodle Micelli      | —               | 22. Nov. 1988        | —                                     |
| 101        | 5         | Ist er nicht süß?                          | A Jack Story               | —               | 29. Nov. 1988        | —                                     |
| 102        | 6         | Wer braucht schon Männer!                  | Double Dump                | —               | 6. Dez. 1988         | —                                     |
| 103        | 7         | Aus Kindern werden Leute                   | Life with Father           | —               | 13. Dez. 1988        | —                                     |
| 104        | 8         | Ein Engel auf Erden                        | A Spirited Christmas       | —               | 20. Dez. 1988        | —                                     |
| 105        | 9         | Der Musterstudent                          | Teacher’s Pet              | —               | 3. Jan. 1989         | —                                     |
| 106        | 10        | Ein gefährlicher Onkel                     | Mrs. Rossini’s Uncle       | —               | 10. Jan. 1989        | —                                     |
| 107        | 11        | Die flotte Großmutter                      | Your Grandmother’s a Bimbo | —               | 29. Jan. 1989        | —                                     |
| 108        | 12        | Die Konkurrenz schläft nicht               | Ton-An-Enterprises         | —               | 31. Jan. 1989        | —                                     |
| 109        | 13        | Die Versuchung ist groß                    | Cardinal Sin               | —               | 7. Feb. 1989         | —                                     |
| 110        | 14        | Tony und das Skihäschen                    | Winter Break               | —               | 14. Feb. 1989        | —                                     |
| 111        | 15        | Die verpatzte Verabredung                  | First Date                 | —               | 21. Feb. 1989        | —                                     |
| 112        | 16        | Sinatras größter Fan                       | Party Double               | —               | 28. Feb. 1989        | —                                     |
| 113        | 17        | Mit bestem Beispiel voran                  | Boozin’ Buddies            | —               | 7. März 1989         | —                                     |
| 114        | 18        | Jonathan ist verliebt                      | Heather Can Wait           | —               | 21. März 1989        | —                                     |
| 115        | 19        | Sam in der Modelagentur                    | Living Dolls               | —               | 28. März 1989        | —                                     |
| 116        | 20        | Männer sind auch nur Menschen              | Men are People, Too        | —               | 4. Apr. 1989         | —                                     |
| 117        | 21        | Zwei fleißige Bienen                       | Working Girls              | —               | 11. Apr. 1989        | —                                     |
| 118        | 22        | Kleine Geschäfte erhalten die Freundschaft | Tony Does Golf             | —               | 25. Apr. 1989        | —                                     |
| 119        | 23        | Glücklich geschieden                       | Ode to Angela              | —               | 2. Mai 1989          | —                                     |
| 120        | 24        | Gut gemogelt ist halb gewonnen             | In Sam We Trust            | —               | 9. Mai 1989          | —                                     |
| 121        | 25        | Das Geburtstagsauto                        | It’s Somebody’s Birthday   | —               | 16. Mai 1989         | —                                     |

## Staffel 6
| Nr. (ges.) | Nr. (St.) | Deutscher Titel                | Originaltitel                   | Zusammenfassung | Erstausstrahlung USA | Deutschsprachige Erstausstrahlung (A) |
| ---------- | --------- | ------------------------------ | ------------------------------- | --------------- | -------------------- | ------------------------------------- |
| 122        | 1         | Jamaika ruft!                  | In Search of Tony               | —               | 19. Sep. 1989        | —                                     |
| 123        | 2         | Vom Aschenputtel zum Model     | Life’s a Ditch                  | —               | 26. Sep. 1989        | —                                     |
| 124        | 3         | Ein schöner Traum              | In Your Dreams                  | —               | 3. Okt. 1989         | —                                     |
| 125        | 4         | Samanthas Sturmhöhen           | Sam’s Novel Romance             | —               | 10. Okt. 1989        | —                                     |
| 126        | 5         | Charmant bis unwiderstehlich   | Tony and the Professor          | —               | 24. Okt. 1989        | —                                     |
| 127        | 6         | Was für eine Fusion!           | Mother and Child Disunion       | —               | 31. Okt. 1989        | —                                     |
| 128        | 7         | Die kleine Managerin           | Sam Can Manage                  | —               | 7. Nov. 1989         | —                                     |
| 129        | 8         | Ausgebrannt!                   | Supermom Burnout                | —               | 14. Nov. 1989        | —                                     |
| 130        | 9         | Sex und Lügen im Fitnessstudio | Sex, Lies and Exercise Tapes    | —               | 21. Nov. 1989        | —                                     |
| 131        | 10        | Tony, der Pauker               | To Tony, with Love              | —               | 28. Nov. 1989        | —                                     |
| 132        | 11        | Nur Frust und wenig Lust       | The World According to Jonathan | —               | 5. Dez. 1989         | —                                     |
| 133        | 12        | Alles aufs Spiel gesetzt       | Gambling Jag                    | —               | 12. Dez. 1989        | —                                     |
| 134        | 13        | Sam startet durch              | Sam Accelerates                 | —               | 2. Jan. 1990         | —                                     |
| 135        | 14        | Das schlechte Gewissen         | Tony Kills                      | —               | 9. Jan. 1990         | —                                     |
| 136        | 15        | Hausmeister mit Leib und Seele | Dear Landlord                   | —               | 16. Jan. 1990        | —                                     |
| 137        | 16        | Späte Wahrheit                 | Mona & Walter & Sam & Eric      | —               | 23. Jan. 1990        | —                                     |
| 138        | 17        | Micellis Mörderbienen          | Micelli's Marauders             | —               | 30. Jan. 1990        | —                                     |
| 139        | 18        | Aufpasser unerwünscht          | Her Father’s Daughter           | —               | 6. Feb. 1990         | —                                     |
| 140        | 19        | Geld regiert die Welt          | Take Me Back to the Ballgame    | —               | 13. Feb. 1990        | —                                     |
| 141        | 20        | Das Duett der Großväter        | I Dream of Genealogy            | —               | 20. Feb. 1990        | —                                     |
| 142        | 21        | Gefährliche Liebschaften       | Couple Trouble                  | —               | 27. Feb. 1990        | —                                     |
| 143        | 22        | Feuer auf dem Dach             | Operation Mona                  | —               | 13. März 1990        | —                                     |
| 144        | 23        | Auf College-Suche              | Road Schilar                    | —               | 27. März 1990        | —                                     |
| 145        | 24        | Der Meisterfriseur             | Beautican Heal Thyself          | —               | 10. Apr. 1990        | —                                     |
| 146        | 25        | Volkszählung intim             | Sit Down and be Counted         | —               | 1. Mai 1990          | —                                     |
| 147        | 26        | Tonys lange Nacht              | The All-Nighter                 | —               | 8. Mai 1990          | —                                     |

## Staffel 7
| Nr. (ges.) | Nr. (St.) | Deutscher Titel                            | Originaltitel                                | Zusammenfassung | Erstausstrahlung USA | Deutschsprachige Erstausstrahlung (A) |
| ---------- | --------- | ------------------------------------------ | -------------------------------------------- | --------------- | -------------------- | ------------------------------------- |
| 148        | 1         | Das Phantom Christopher                    | Ridiculous Liaisons                          | —               | 18. Sep. 1990        | —                                     |
| 149        | 2         | Die Cowboy-Romanze                         | Hey, Dude!                                   | —               | 25. Sep. 1990        | —                                     |
| 150        | 3         | Mal richtig ausflippen                     | The Fabulous Robinson Sisters                | —               | 2. Okt. 1990         | —                                     |
| 151        | 4         | Keine große Sache                          | Did You Ever Have to Make Up Your Mind?      | —               | 9. Okt. 1990         | —                                     |
| 152        | 5         | Sam verlässt das Nest                      | One Flew Over the Empty Nest                 | —               | 16. Okt. 1990        | —                                     |
| 153        | 6         | Tonys Versprechen                          | The Kid                                      | —               | 23. Okt. 1990        | —                                     |
| 154        | 7         | Eltern sein dagegen sehr                   | Parental Guidance Suggested                  | —               | 30. Okt. 1990        | —                                     |
| 155        | 8         | Unter einem Dach                           | Roomies                                      | —               | 6. Nov. 1990         | —                                     |
| 156        | 9         | Manche Träume werden wahr                  | Four Alarm Tony                              | —               | 13. Nov. 1990        | —                                     |
| 157        | 10        | Ein verhängnisvoller Tanzabend             | Starlight Memories                           | —               | 20. Nov. 1990        | —                                     |
| 158        | 11        | Onkel Aldos Weinberg                       | Inherit the Wine                             | —               | 27. Nov. 1990        | —                                     |
| 159        | 12        | Eine ganz normale Familie?                 | Who’s Minding the Kid?                       | —               | 4. Dez. 1990         | —                                     |
| 160        | 13        | Die Stimme des Sports                      | Broadcast Blues                              | —               | 18. Dez. 1990        | —                                     |
| 161        | 14        | Nichts geht über die Familie               | Days of Blunder                              | —               | 8. Jan. 1991         | —                                     |
| 162        | 15        | Nestwärme                                  | You Can Go Home Again                        | —               | 22. Jan. 1991        | —                                     |
| 163        | 16        | Das bisschen Haushalt                      | Ms. Mom                                      | —               | 29. Jan. 1991        | —                                     |
| 164        | 17        | Pack’ die Badehose ein                     | The Unsinkable Tony Micelli                  | —               | 5. Feb. 1991         | —                                     |
| 165        | 18        | Sozusagen verheiratet                      | Tony and Angela Get Divorced                 | —               | 12. Feb. 1991        | —                                     |
| 166        | 19        | Monas Aufklärungsunterricht                | Let Me Tell You ’Bout the Birds and the Bees | —               | 19. Feb. 1991        | —                                     |
| 167        | 20        | Das Partywettrüsten                        | Party Politics                               | —               | 26. Feb. 1991        | —                                     |
| 168        | 21        | Kampf um den Mann                          | Choose Me                                    | —               | 12. März 1991        | —                                     |
| 169        | 22        | Tony und die Prinzessin                    | Tony and the Princess                        | —               | 26. März 1991        | —                                     |
| 170        | 23        | Väter sind auch nur Menschen               | Between a Rock and a Hard Place              | —               | 16. Apr. 1991        | —                                     |
| 171        | 24        | Die Verlockungen der großen Politik Teil 1 | The Road to Washington Part I                | —               | 30. Apr. 1991        | —                                     |
| 172        | 25        | Die Verlockungen der großen Politik Teil 2 | The Road to Washington Part II               | —               | 7. Mai 1991          | —                                     |

## Staffel 8
| Nr. (ges.) | Nr. (St.) | Deutscher Titel                           | Originaltitel                         | Zusammenfassung | Erstausstrahlung USA | Deutschsprachige Erstausstrahlung (A) |
| ---------- | --------- | ----------------------------------------- | ------------------------------------- | --------------- | -------------------- | ------------------------------------- |
| 173        | 1         | Tonys letzte Chance                       | Seer of Love                          | —               | 28. Sep. 1991        | —                                     |
| 174        | 2         | Nichts mit Zweisamkeit                    | An Affair to Forget                   | —               | 5. Okt. 1991         | —                                     |
| 175        | 3         | Die Aussprache                            | Misery                                | —               | 12. Okt. 1991        | —                                     |
| 176        | 4         | Der Börsenmakler                          | Selling Sam Short                     | —               | 19. Okt. 1991        | —                                     |
| 177        | 5         | Kleine und große Missgeschicke            | Tony Bags a Big One                   | —               | 26. Okt. 1991        | —                                     |
| 178        | 6         | Mister Angela Bower                       | A Well-Kept Housekeeper               | —               | 2. Nov. 1991         | —                                     |
| 179        | 7         | Midlife-Krise contra Heiratsantrag Teil 1 | Death and Love Part I                 | —               | 9. Nov. 1991         | —                                     |
| 180        | 8         | Midlife-Krise contra Heiratsantrag Teil 2 | Death and Love Part II                | —               | 16. Nov. 1991        | —                                     |
| 181        | 9         | Besuch von Großmutter                     | Grandmommie Dearest                   | —               | 23. Nov. 1991        | —                                     |
| 182        | 10        | Hilfe erbeten                             | Field of Screams                      | —               | 30. Nov. 1991        | —                                     |
| 183        | 11        | Traumhaus gesucht                         | This Sold House                       | —               | 7. Dez. 1991         | —                                     |
| 184        | 12        | Spare in der Not                          | Tony, Can You Spare a Dime?           | —               | 4. Jan. 1992         | —                                     |
| 185        | 13        | Le Fiz                                    | Mrs. Al                               | —               | 11. Jan. 1992        | —                                     |
| 186        | 14        | Termine, Termine                          | Who’s the Boss?                       | —               | 25. Jan. 1992        | —                                     |
| 187        | 15        | Tony II                                   | Tony Micelli, This is Your Other Life | —               | 1. Feb. 1992         | —                                     |
| 188        | 16        | Dicke Lippen                              | Allergic to Love                      | —               | 8. Feb. 1992         | —                                     |
| 189        | 17        | Hochzeitspläne Teil 1                     | Better off Wed Part I                 | —               | 15. Feb. 1992        | —                                     |
| 190        | 18        | Hochzeitspläne Teil 2                     | Better off Wed Part II                | —               | 22. Feb. 1992        | —                                     |
| 191        | 19        | Flitterwochen                             | Tony and the Honeymooners             | —               | 29. Feb. 1992        | —                                     |
| 192        | 20        | Eheszenen                                 | Split Decision                        | —               | 21. März 1992        | —                                     |
| 193        | 21        | Der Umbau                                 | Mr. Micelli Builds His Dream House    | —               | 28. März 1992        | —                                     |
| 194        | 22        | Neuer Job für Tony Teil 1                 | Savor the Veal Part I                 | —               | 18. Apr. 1992        | —                                     |
| 195        | 23        | Neuer Job für Tony Teil 2                 | Savor the Veal Part II                | —               | 25. Apr. 1992        | —                                     |
| 196        | 24        | Neuer Job für Tony Teil 3                 | Savor the Veal Part III               | —               | 25. Apr. 1992        | —                                     |